# Tino Ojala
Tino Tapio Ojala (ur. 2001) – fiński zapaśnik walczący w stylu klasycznym. 
Zajął czternaste miejsce na mistrzostwach Europy w 2025. Pierwszy na ME U-23 w 2023 roku.